# Aleksandr Pushkin (diamante)
Este artículo trata sobre el diamante ruso; para el escritor, véase Aleksandr Pushkin
El Aleksandr Pushkin (Alexander Pushkin; en ruso: Алекса́ндр Пу́шкин) es un diamante en bruto incoloro de 320,65 quilates. Se trata del segundo diamante más grande con calidad de gema hallado en Rusia o el territorio de la antigua Unión Soviética (tras el 26º Congreso del PCUS) y uno de los mayores del mundo en 2016. Fue extraído en la Mina Udáchnaya (Yakutia, Distrito federal del Lejano Oriente) en diciembre de 1989 y se nombró en honor del famoso escritor romántico ruso Alexander Pushkin. Se conserva en el Fondo Diamantífero de Rusia (Kremlin de Moscú.) Nunca ha salido a la venta y por tanto resulta difícil establecer su valor.